# The Raven (álbum de Lou Reed)
The Raven es el decimonoveno álbum conceptual de Lou Reed lanzado en 2003. Su objetivo es relatar los cuentos y poemas de Edgar Allan Poe a través de la palabra y la canción. Ambos "The Bed" y "Perfect Day" son nuevas y muy diferentes versiones de canciones clásicas de Reed de álbumes previos, y la canción "Fire Music" es noise. En adición a Reed este presenta a varios vocalistas invitados incluyendo a Laurie Anderson, David Bowie, Antony Hegarty, Steve Buscemi y Willem Dafoe. El productor, Hal Willner, había producido previamente el álbum tributo a Poe Closed on Account of Rabies.
La grabación fue simultáneamente lanzado tanto en una edición especial de 2 CD como en una versión reducida de uno solo.
Arte de tapa y fotografía del pintor neoyorquino Julian Schnabel.

## Lista de temas

### Edición limitada de 2 CD

#### Disco 1: Acto 1
1. "The Conqueror Worm"
2. "Overture"
3. "Old Poe"
4. "Prologue (Ligeia)"
5. "Edgar Allan Poe"
6. "The Valley of Unrest"
7. "Call on Me"
8. "The City in the Sea / Shadow"
9. "A Thousand Departed Friends"
10. "Change"
11. "The Fall of the House of Usher"
12. "The Bed"
13. "Perfect Day"
14. "The Raven"
15. "Balloon"

#### Disco 2: Acto 2
1. "Broadway Song"
2. "The Tell-Tale Heart (Pt. 1)"
3. "Blind Rage"
4. "The Tell-Tale Heart (Pt. 2)"
5. "Burning Embers"
6. "Imp of the Perverse"
7. "Vanishing Act"
8. "The Cask"
9. "Guilty", spoken
10. "Guilty", sung
11. "A Wild Being from Birth"
12. "I Wanna Know (The Pit and the Pendulum)"
13. "Science of the Mind"
14. "Annabel Lee - The Bells"
15. "Hop Frog"
16. "Every Frog Has His Day"
17. "Tripitena's Speech"
18. "Who Am I? (Tripitena's Song)"
19. "Courtly Orangutans"
20. "Fire Music"
21. "Guardian Angel"

### edición de 1 CD
1. "Overture"
2. "Edgar Allan Poe"
3. "Call On Me"
4. "The Valley Of Unrest"
5. "A Thousand Departed Friends"
6. "Change"
7. "The Bed"
8. "Perfect Day"
9. "The Raven"
10. "Balloon"
11. "Broadway Song"
12. "Blind Rage"
13. "Burning Embers"
14. "Vanishing Act"
15. "Guilty"
16. "I Wanna Know (The Pit and the Pendulum)"
17. "Science Of The Mind"
18. "Hop Frog"
19. "Tripitena's Speech"
20. "Who Am I? (Tripitena's Song)"
21. "Guardian Angel"